# Cretornis

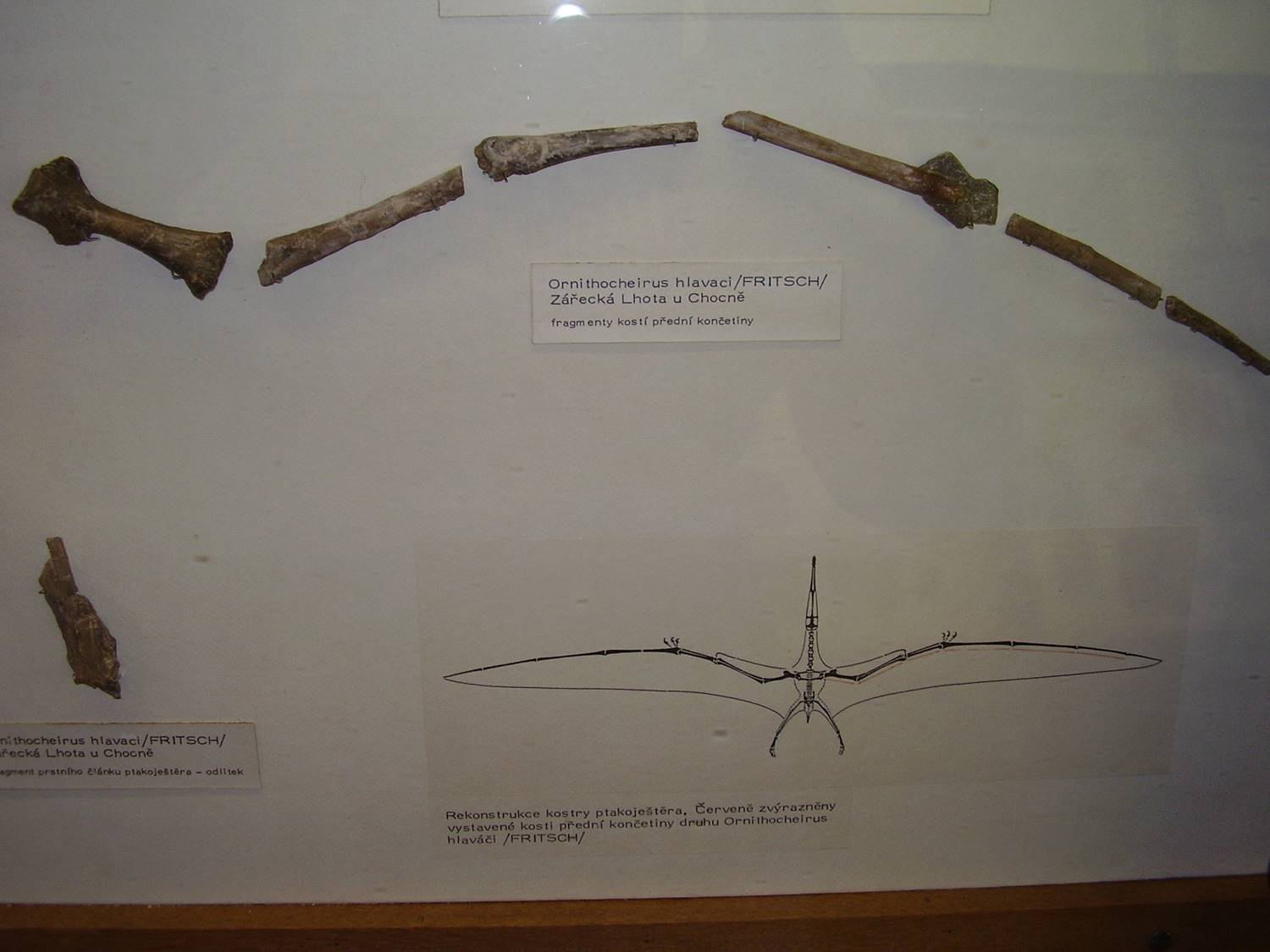
Object 10

Cretornis is een geslacht van uitgestorven pterosauriërs behorend tot de Pterodactyloidea dat leefde tijdens het Laat-Krijt in het gebied van het huidige Tsjechië.

## Vondst en naamgeving
In 1880 werd apotheker František Hlaváč te Zářecká Lhota bij het stadje Choceň (Chotzen) door mevrouw Tomková, die handelde in meel, erop geattendeerd dat in een zandgroeve een fossiel van een pterosauriër was gevonden. Dat liet hij zien aan de Tsjechische natuurvorser Antonín Frič die het in 1881 benoemde als de typesoort Cretornis Hlaváči. De geslachtsnaam is afgeleid van het Latijnse creta, 'krijt', in verwijzing naar het de geologische periode van het Krijt, en het Oudgriekse ὄρνις, ornis, 'vogel', omdat Frič dacht dat het om een vogel ging. De soortaanduiding eert de ontdekker.

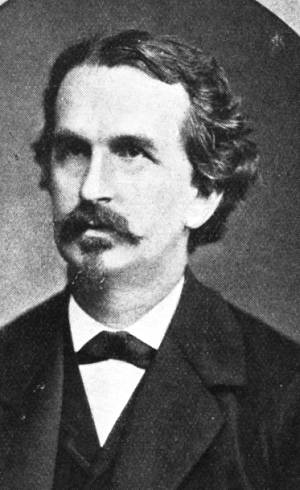
Antonín Frič

De spelling Cretornis hlavači was echter incorrect omdat in wetenschappelijke soortnamen geen diakritische tekens mogen worden gebruikt. Dit leidde tot een aantal verwarrende pogingen dit te corrigeren, nog verergerd doordat men al snel begreep dat het om een pterosauriër ging die men onderbracht bij het geslacht Ornithocheirus. Daarbij werd Frič vaak op zijn Duits gespeld als 'Fritsch'. In 1888 maakte Richard Lydekker van de typesoort een Cretornis hlavatschi Fritsch 1881 en schiep meteen een combinatio nova Ornithochirus hlavatschi. Edwin Tulley Newton emendeerde dit nog hetzelfde jaar in een Ornithocheirus hlavatschi. Frič was er als etnisch Tsjech echter niet al te gelukkig mee dat de soortnaam zo verduitst werd. In 1905 gebruikte hij de naam Ornithocheirus hlavači en normaliseerde die toen, naar de huidige normen correct, in Ornithocheirus hlavaci.
Jarenlang werd de soort wegens de beperkte resten als nomen dubium beschouwd. In 2010 wees de Russische paleontoloog Aleksandr Olegovitsj Averjanov er echter op dat in het licht van de sterk toegenomen kennis over pterosauriërs het mogelijk was unieke kenmerken van het taxon te ontdekken. In 2015 onderbouwde hij dat verder door een publicatie. Dat zou de naam Cretornis hlavaci weer een valide soort maken.

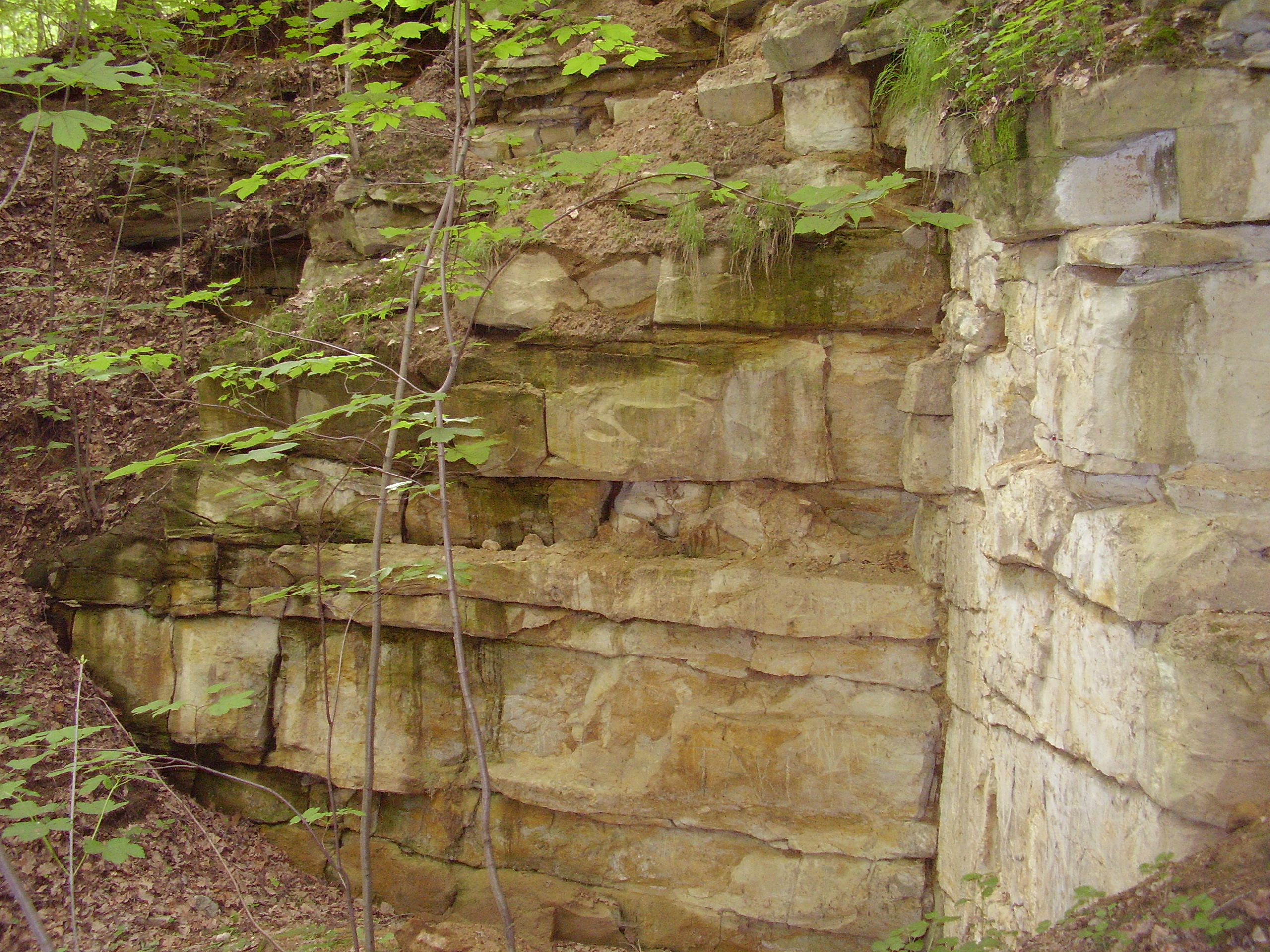
De vindplaats

Het holotype maakt deel uit van de collectie van het vroegere Naturhistorisches Museum Prag, het huidige Narodni Muzeum Praze ("Praags Volksmuseum") en is daar object 10. Het is gevonden in de Mittlere Iserschichten, ofwel de Jizeraformatie, die dateren uit het Turonien. Het bestaat uit een vleugel met daarin het opperarmbeen, de ellepijp, het spaakbeen, een polsbeen en twee kootjes van de vleugelvinger. In de verzameling van het voormalige British Museum of Natural History bevindt zich een gipsen afgietsel met inventarisnummer BMNH R1031.

## Beschrijving
Cretornis is een vrij kleine pterosauriër met een vleugelspanwijdte die door Averjanov geschat werd op 1,5 à 1,6 meter. Het opperarmbeen heeft een lengte van vierenzeventig millimeter.
Averjanov wist één unieke afgeleide eigenschap ofwel autapomorfie vast te stellen: de onderkant van het opperarmbeen heeft een ruitvormige doorsnede.
Averjanov wees op kenmerken die gedeeld werden met de Azhdarchoidea. De kop van het opperarmbeen is in het bovenvlak zadelvormig. De bovenkant van het opperarmbeen heeft aan de voorzijde een pneumatische opening; zo'n opening ontbreekt echter aan de achterzijde. Ook de onderkant heeft niet zo'n opening. De deltopectorale kam van het opperarmbeen is langwerpig waarbij de bovenrand en onderrand min of meer evenwijdig lopen. Het eerste, tweede en derde middenhandsbeen raken de pols niet maar zijn naar de voorste bovenkant van het vierde middenhandsbeen verschoven. Het vierde middenhandsbeen is veel langer dan het opperarmbeen. Een van die kenmerken: het ontbreken van het achterste bovenste foramen pneumaticum wijst erop dat Cretornis meer bepaald tot de Neoazhdarchia behoort. Cretornis heeft een zeldzaam kenmerk dat alleen gedeeld wordt met de basale azhdarchoïde Montanazhdarcho minor van het Campanien van Noord-Amerika: de onderkant van de ellepijp heeft voorop een gewrichtsvlak dat duidelijk hoger ligt dan het tuberculum. Cretornis verschilt echter van deze soort in de bouw van het opperarmbeen en het duidelijk langere vierde middenhandsbeen.
Het opperarmbeen heeft een deltopectorale kam die bijlvormig is, hoewel niet sterk uitstekend. Het uiteinde van de bijl is licht uitgehold. Het onderste uiteinde van het opperarmbeen is sterk verbreed, een gevolg van het geleidelijk en eenparig uiteenlopen van de schachtzijden.

## Fylogenie
Cretornis werd oorspronkelijk in de Aves geplaatst. Nadat het als een pterosauriër herkend was, volgde het de positie van Ornithocheirus en werd dan als een lid van de Ornithocheiridae beschouwd. In 1997 meende Coralia-Maria Jianu dat het om een lid van de Pteranodontidae ging; volgens Averjanov echter op grond van een volledig foute analyse van het fossiel.
In 2010 stelde Averjanov dat het een lid van de Azhdarchidae was. In 2015 echter meende hij dat het bezit van een ovale doorsnede van het tweede vleugelvingerkootje uitsloot dat het om een azhdarchide ging. Wel deelt Cretornis met de Azhdarchidae een deltopectorale kam die duidelijk lager ligt dan de opperarmbeenkop, een teken dat de soort een meer afgeleide positie bezit dan de Tapejaridae. Het zou dus om een lid van de ruimere Azhdarchoidea gaan, vermoedelijk een van de Neoazhdarchia. Cretornis is de enige pterosauriër die uit Tsjechië benoemd is en de eerste pterosauriër buiten de Azhdarchidae die uit het Opper-Krijt van het oostelijk halfrond bekend is.
Nick Longrich vond Cretornis in 2018 als een lid van de Nyctosauridae. In nog latere analyses viel hij daar echter weer buiten.